# Gorce (montagne)
Pour les articles homonymes, voir Gorce.
Les Gorce sont un massif de montagnes situé en Pologne dans l'arc des Beskides, partie septentrionale des Carpates occidentales. Ils atteignent des altitudes modestes, culminant à 1 310 mètres au Turbacz. La partie centrale est protégée par le parc national des Gorce (en polonais Gorczański Park Narodowy).

## Géographie

### Situation
Le massif est au centre des Beskides occidentales, entre la Beskid de Sącz à l'est, la Beskid de Żywiec à l'ouest et la Beskid insulaire au nord. Au sud elle borde les Pieniny et le bassin de Podhale. Les villes principales autour des Gorce sont Nowy Targ, Rabka-Zdrój et Mszana Dolna.

### Principaux sommets
Le point culminant des Gorce est Turbacz, culminant à 1 310 mètres, d'où partent sept crêtes principales.
Dans la crête de Gorc vers l'est les sommets principaux sont Jaworzyna Kamieniecka (1 288 m), Kiczora (1 282 m) et Gorc (1 288 m). De Kiczora part la plus longue crête des Gorce, la crête de Lubań (1 211 m).
Les sommets principaux de la crête vers le nord-est sont Kudłoń (1 274 m) et Mostownica (1 251 m). La crête vers le nord culmine à 1 091 m au Wierch Spalone.
Vers le nord-ouest partent deux crêtes, une courte avec le sommet de Suchy Groń (1 043 m) et une plus longue culminant à 1 106 m à l'Obidowiec. Au sommet de Suhora (1 000 m) se trouve un observatoire astronomique de l'Université de pédagogie de Cracovie.
Vers l'ouest part la crête de Solnisko (1 183 m) et Średni Wierch (1 122 m). Le plus haut sommet au sud-ouest est Wisielakówka (1 216 m).

### Faune et flore
Les Gorce sont un massif densément boisé. On différencie trois étages de végétation. L'étage collinéen s'étend jusqu'à 650 m. Aujourd'hui il est dominé par les champs et pâturages, mais on peut toujours trouver des fragments de forêts naturelles dominées par des chênes, charmes et tilleuls.
Jusqu'à 1 100–1 200 mètres d'altitude dominent les forêts de l'étage montagnard inférieur, avec les épicéas, sapins et hêtres. Les sommets plus hauts sont couverts par les forêts de conifères de l'étage montagnard supérieur, dominées par les épicéas. Une partie importante des forêts possède un caractère relativement naturel ou semi-naturel.
Les Gorce sont connus pour leurs prairies fleuries d'origine anthropogénique, d'où on peut observer des panoramas vers les Tatras et autres Beskides.
L'animal emblématique des Gorce est la salamandre tachetée, car ici se trouve la plus importante population de cette espèce d'urodèles en Pologne.
En raison de sa richesse floristique, une partie importante des Gorce est protégée par le parc national.

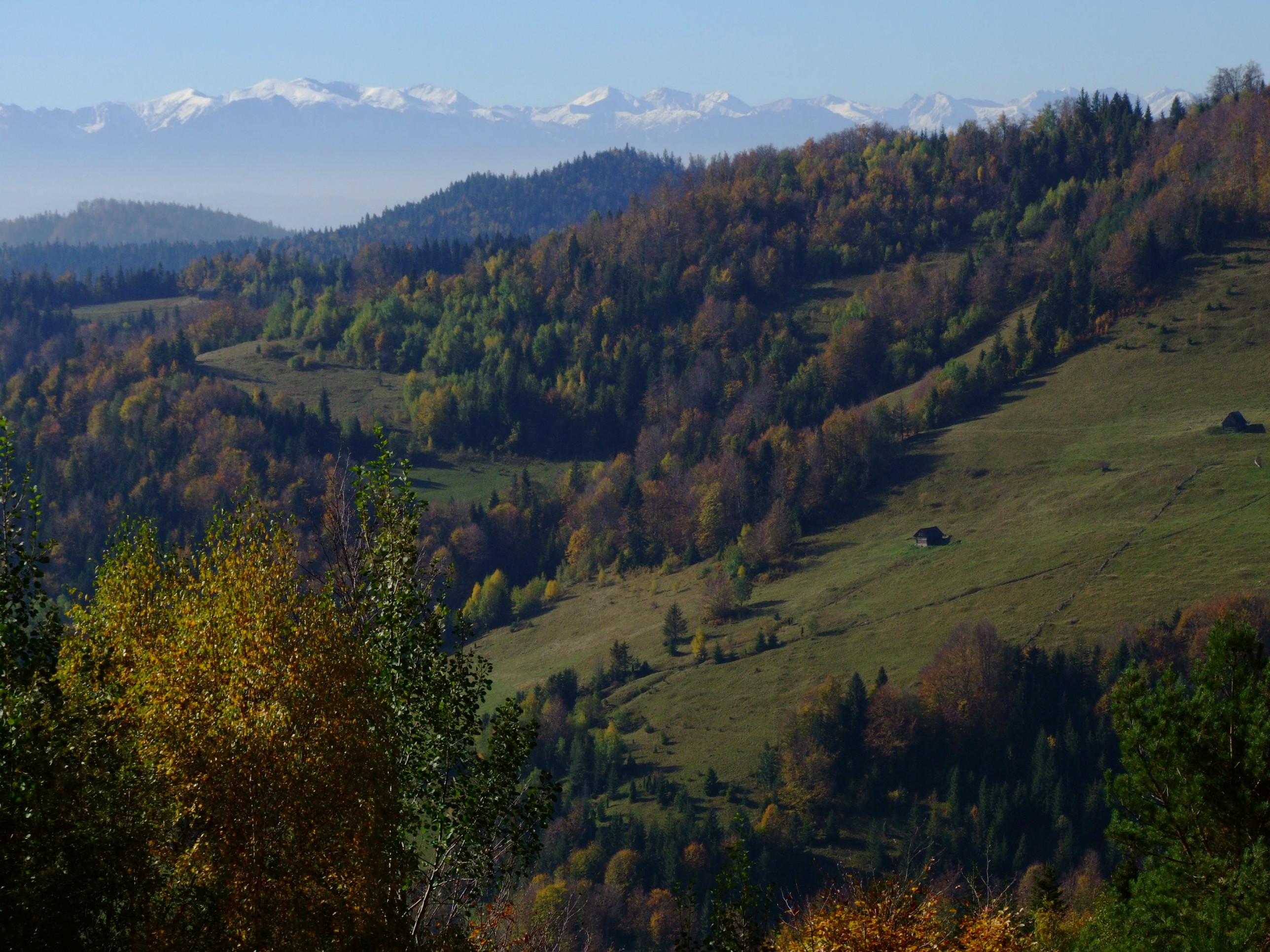
Gorce avec panorama des Tatras.
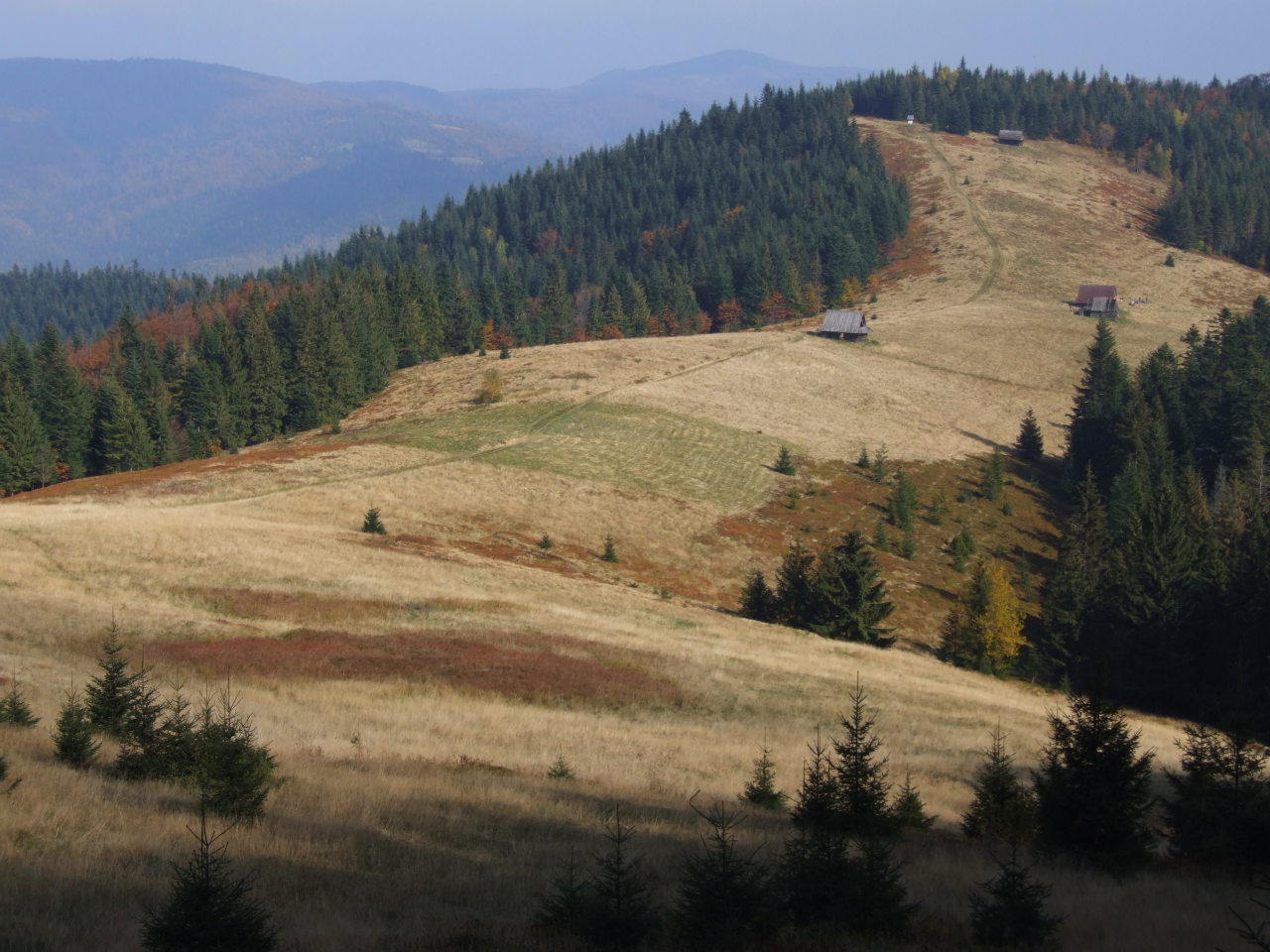
Prairie Podskały.
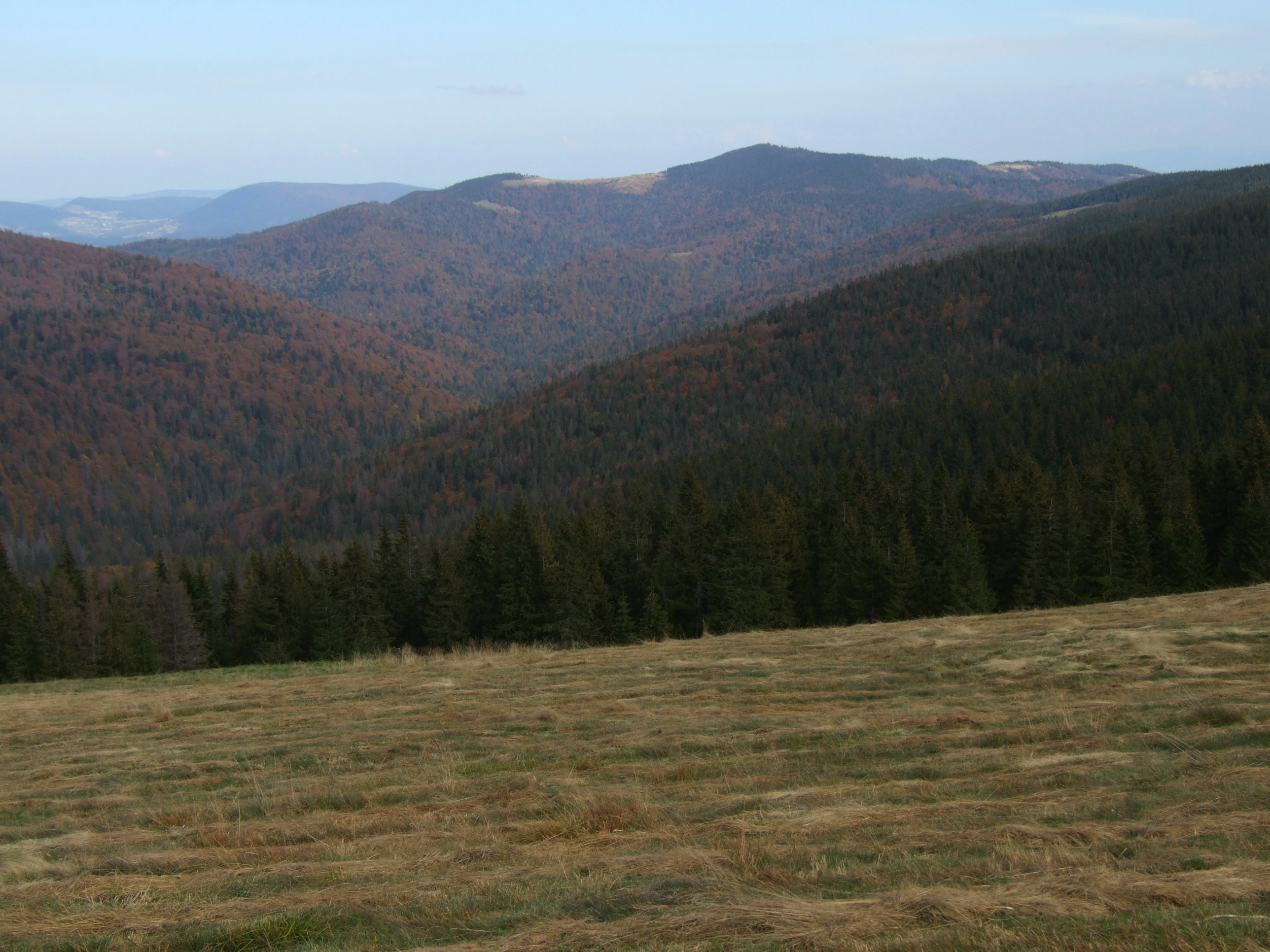
Le sommet de Gorc.
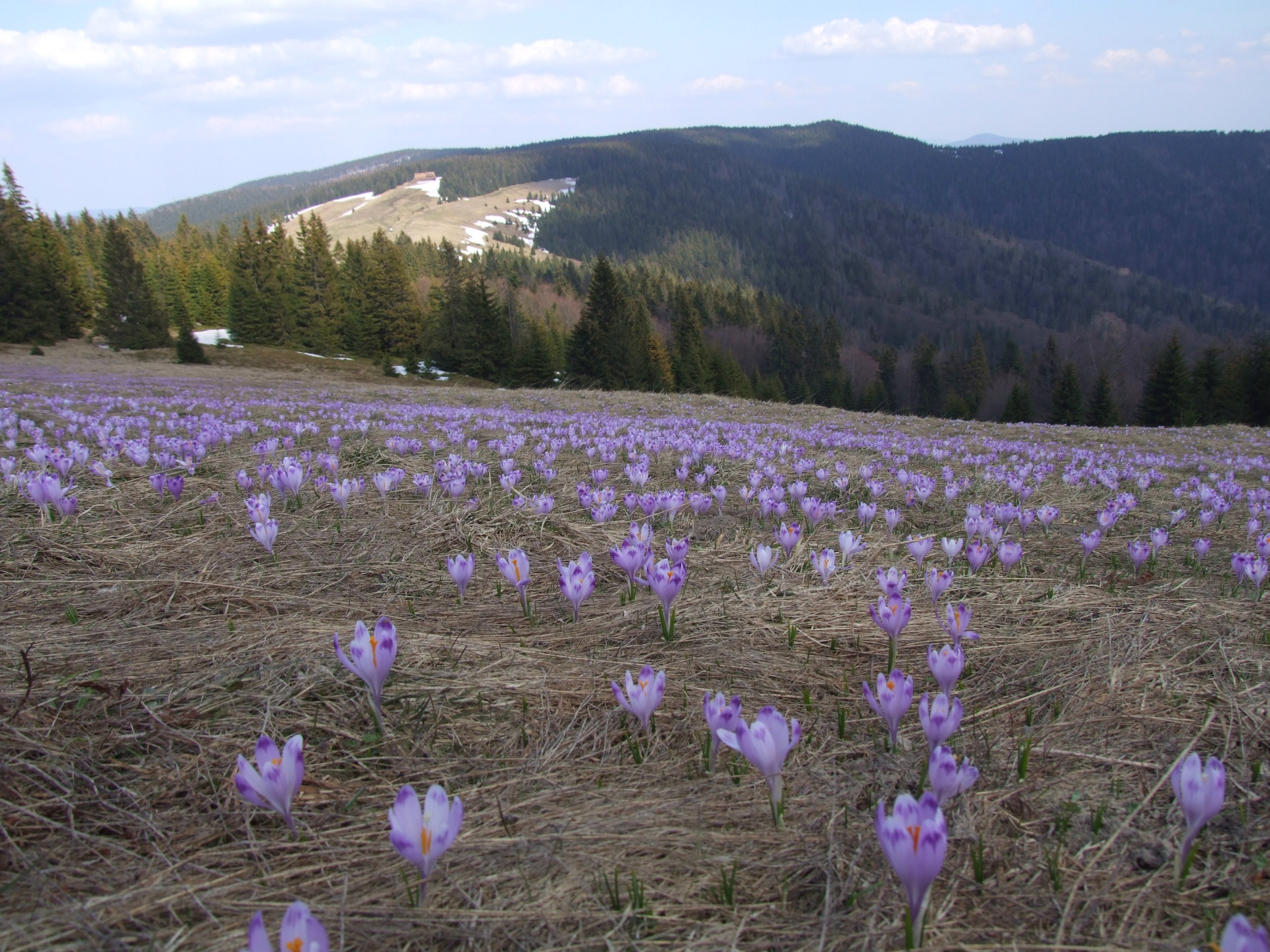
Le sommet de Turbacz.
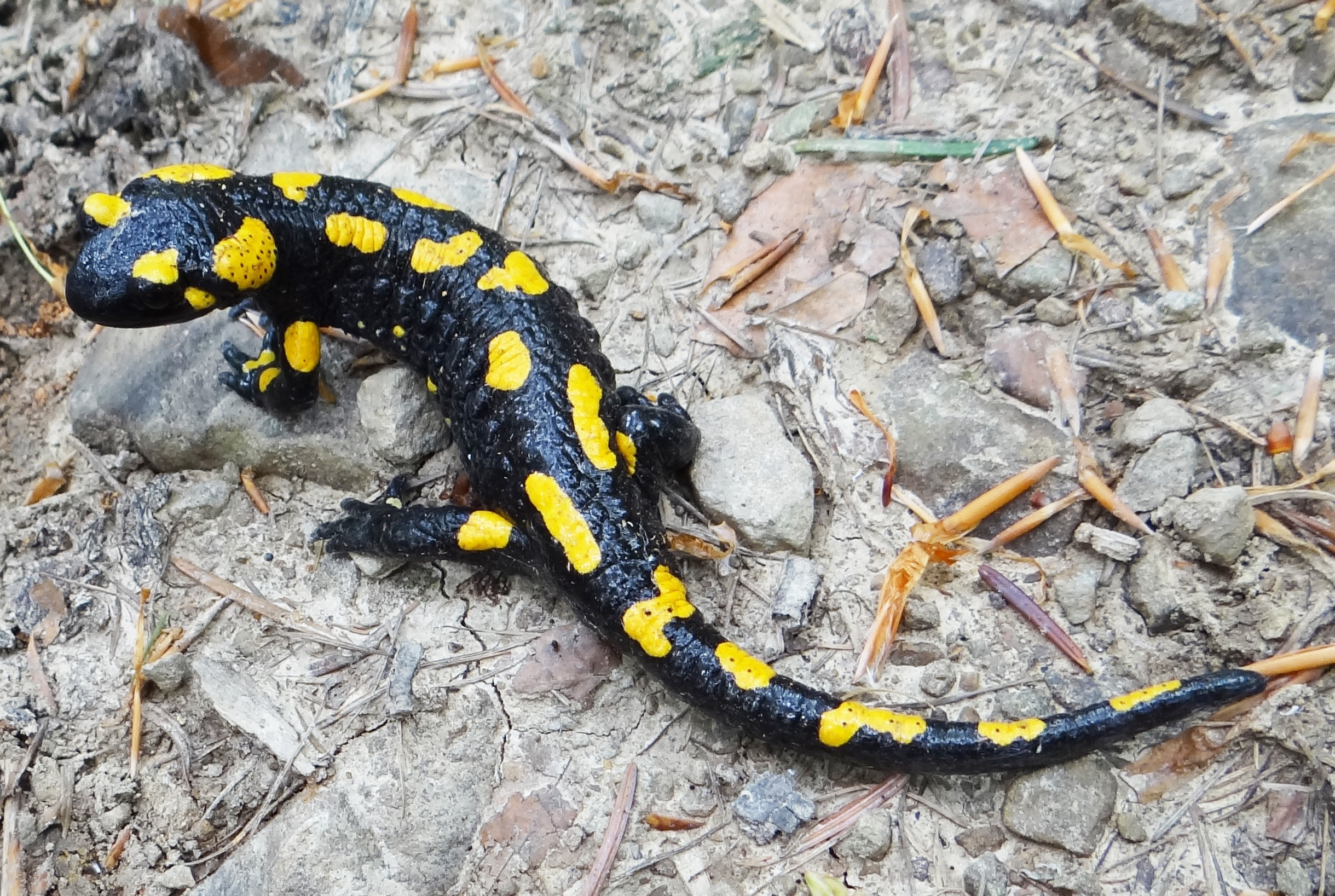
Salamandre.
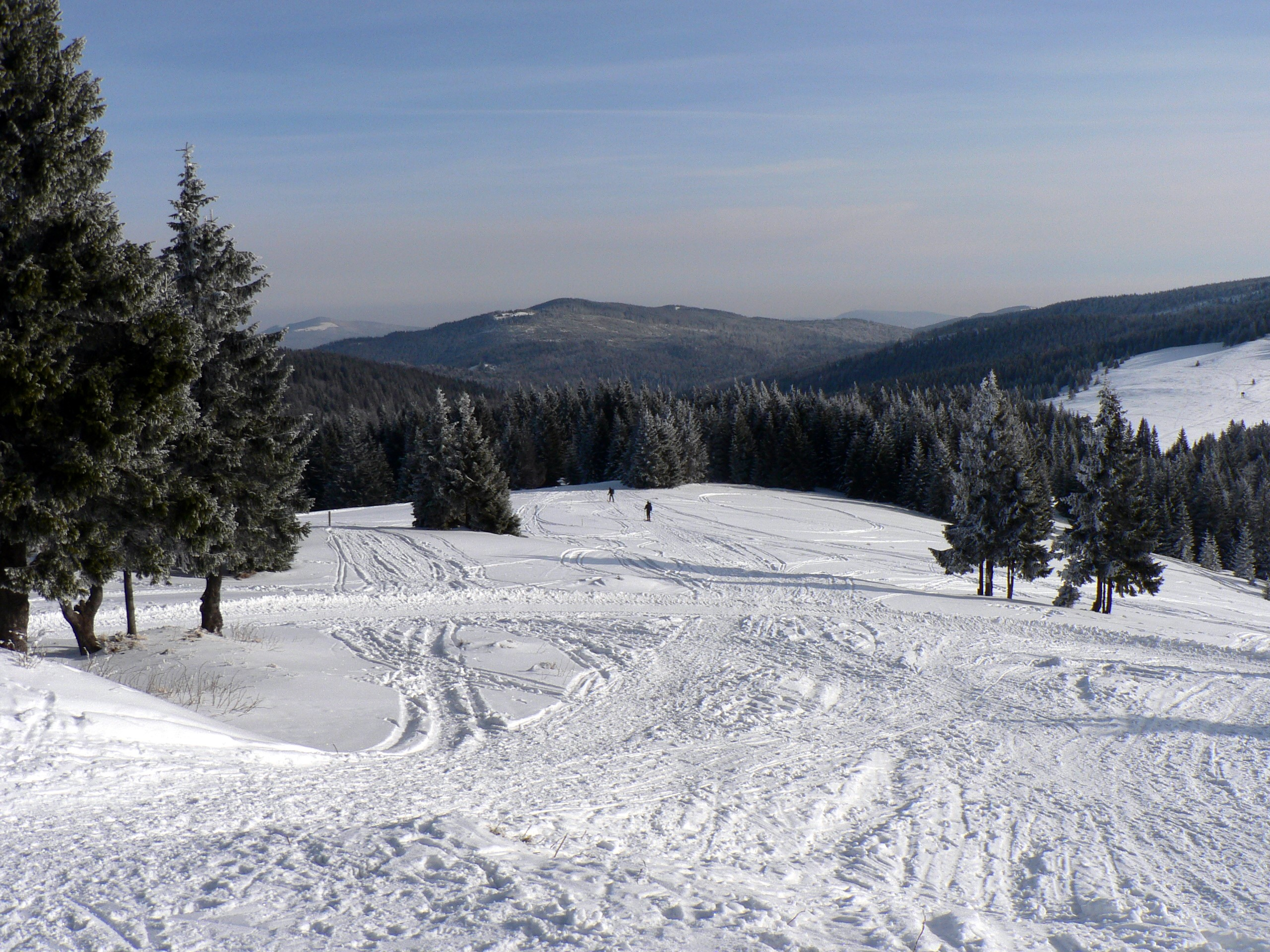
Les Gorce en hiver.

## Tourisme

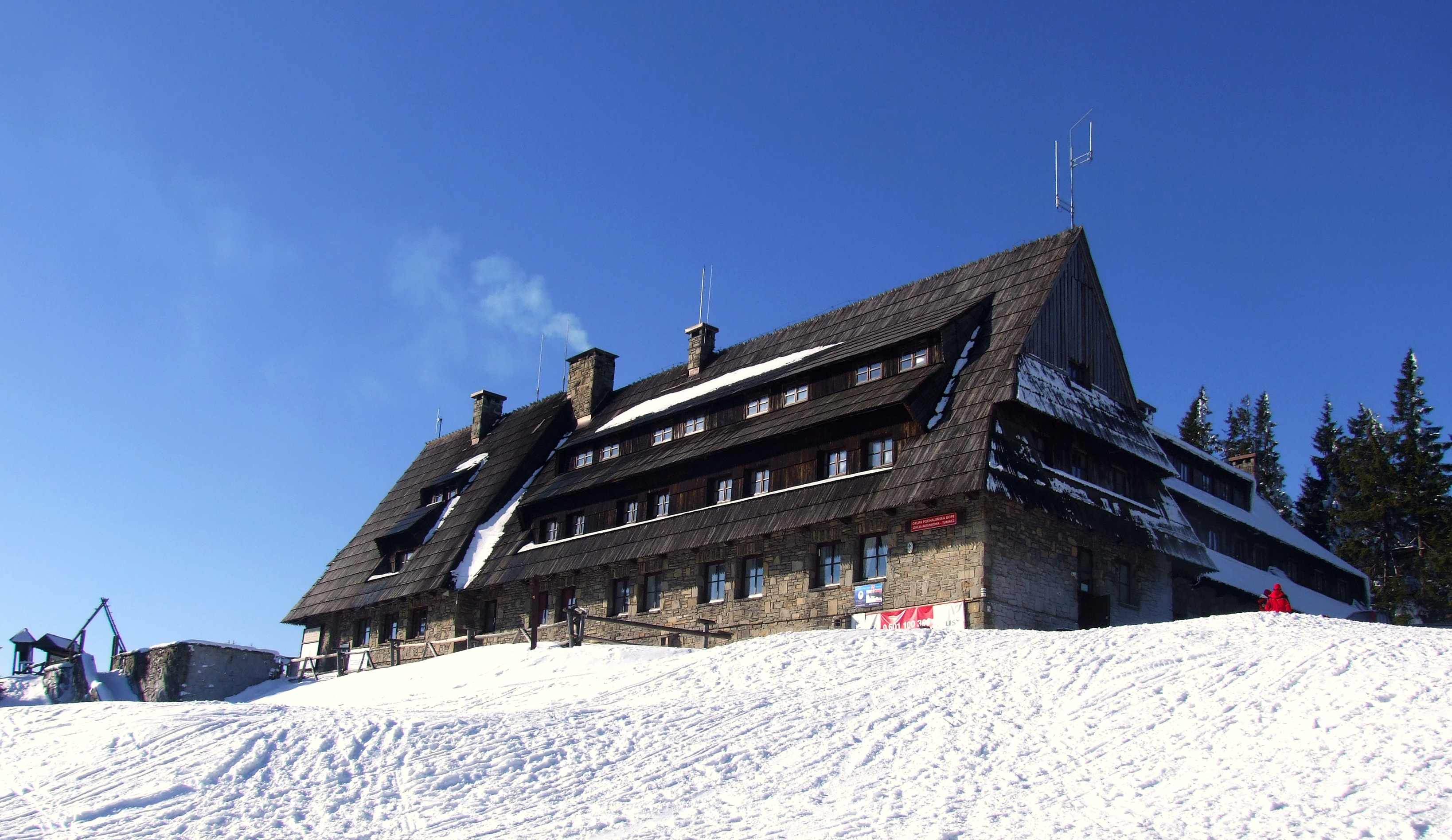
Le refuge à Turbacz.

Les Gorce sont connus pour leurs panoramas vers les Tatras. Ils offrent des sentiers de randonnée pédestre, VTT ou équestres, dont le sentier principal des Beskides entre Rabka et Krościenko. Il est parsemé de cinq refuges de montagne.